# 書斎

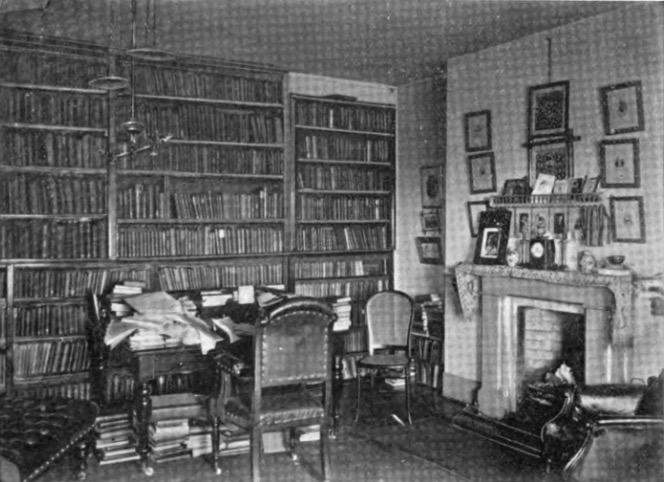
20世紀初頭の西洋の書斎。脚本家・ウィリアム・ニコルソン邸

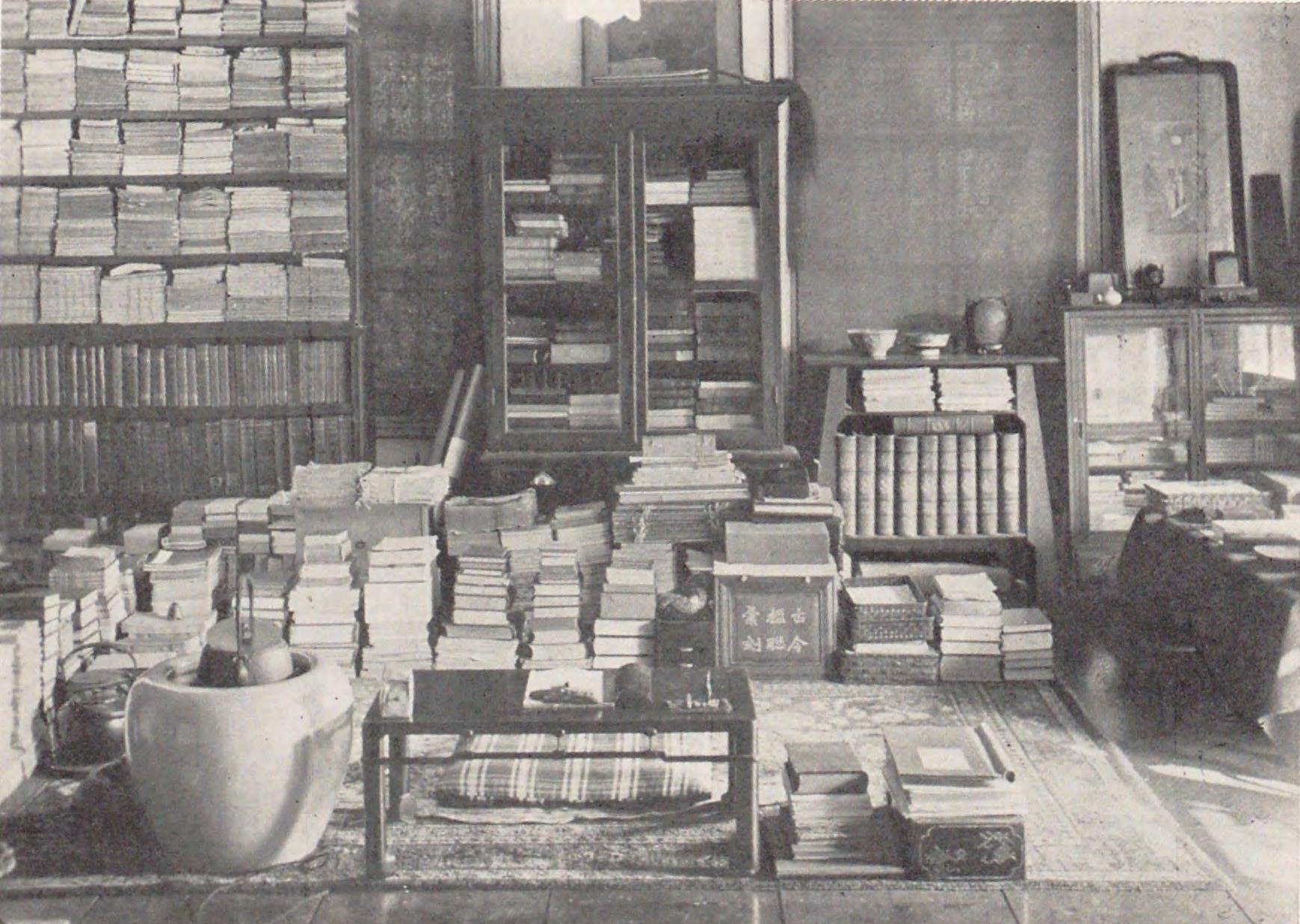
夏目漱石の書斎

書斎（しょさい）とは、主に知識人や文人の居宅に設けられた、読書や書き物をするための部屋。
中国語では「書房」もしくは「文房」といい、文字どおり書を読んだり文を書いたりする房（部屋）である。「斎」の字は「房」と同様に「部屋」を意味する。「山房」「文閣」など、雅称で表現されることもある。
書庫が単に書物を保管することを目的とするのに対し、書斎には蔵書とそれを収める本棚の他に、机、文房具(文房の道具の意)などが備えられる。所有者が小説家や評論家など著述を職業とする者である場合は、その仕事場ともなる。昭和前期までの日本の書斎は畳に和机であることが多かったが、次第にデスクと椅子に移行し、現在ではパソコンが置かれることも多い。

## 西洋の書斎
英語では「Study」「Library」「Den」「Retreat」「Cabinet」「Home Office」「Writing Room」などの語に「書斎」の訳があてられる。「図書室」「読書室」と訳されていることもある。
講談社現代新書の「書斎 創造空間の設計」に収められている、海野弘「書斎史話」によれば、15世紀はじめに活版印刷の技術が発明され、書物が手に入れやすくなったこと、またルネサンスを機に余暇の扱われ方が変化し、自分だけの世界を楽しむ傾向が出てきたことにより、同世紀末に、ヨーロッパの貴族の住居に書斎の原型があらわれはじめたという。この頃の書斎は、田園や庭など、外との繋がりが重視されており、これについて海野は、イタリア北西部ウルビノの大公であったフェデリコ・ダ・モンテフェルトロの、平野を一望できるロッジア（縁側のような空間）が備わったストゥディオーロ（イタリア語で「書斎」の意）を取り上げた上で、書斎という空間は「都市生活というものがあまりに発達した時に希求されるのかもしれない」「都市生活から自分の内密の空間にこもることと、都市から逃れて、外に出、田園に遊ぶことは別なことではなかったようだ」としている。
その後、18世紀になると女性の間で手紙や日記が流行し、また本棚・机・収納の機能を備えたビューローが登場するなど、書斎文化は徐々に発達していったが、貴族の趣味としての枠を超え、一般市民に普及するのは19世紀になってからであった。ヴィクトリア朝時代のイギリスでは、羽ペンから鉄製のペンへの過渡期だったこともあり、書斎を飾り立てるための文房具が大量に作られ、書斎文化は隆盛を極め、近代の書斎文化が確立されることになった。上述の「Study」という言葉が「書斎」という意味で使われるようになったのも、19世紀になってからのことである。